# Ischak Bozijew
Ischak Chakimowicz Bozijew (ros. Исхак Хакимович Бозиев; ur. 10 września 1978) – rosyjski zapaśnik walczący w stylu wolnym. Dwunasty na mistrzostwach Europy w 2000. Czwarty w Pucharze Świata w 2001. Brązowy medalista na Uniwersyteckich MŚ w 1998 i 2000. Mistrz Rosji w 2000, a trzeci w 1997 i 2001 roku.